# Cícero (Illinois)
Cicero es un pueblo ubicado en el condado de Cook en el estado estadounidense de Illinois. En el Censo de 2010 tenía una población de 83891 habitantes y una densidad poblacional de 5.522,68 personas por km².

## Geografía
Según la Oficina del Censo de los Estados Unidos, Cicero tiene una superficie total de 15.19 km², de la cual el 100% corresponden a tierra firme.

## Demografía
Según el censo de 2010, había 83891 personas residiendo en Cicero. La densidad de población era de 5.522,68 hab./km². De los 83891 habitantes, Cicero estaba compuesto por el 51.95% blancos, el 3.76% eran afroamericanos, el 0.83% eran amerindios, el 0.61% eran asiáticos, el 0.06% eran isleños del Pacífico, el 39.27% eran de otras razas y el 3.53% pertenecían a dos o más razas. Del total de la población el 86.55% eran hispanos o latinos de cualquier raza.

## Educación
El Distrito de Escuelas Públicas de Cícero No. 99 gestiona las escuelas primarias (elementary schools) y medias (middle schools) públicas que sirven al pueblo de Cícero.
El Distrito de J. Sterling Morton High School 201 gestiona la escuelas secundaria (high school) pública Escuela Secundaria Morton East que sirve al pueblo de Cícero.
También tiene un colegio comunitario, Morton College.